# Aleksandar Cvetković (Maler)
Aleksandar Cvetkovic (serbokroatisch: Aleksandar Cvetković; * 27. September 1947 in Aleksinac, FNR Jugoslawien) ist ein serbischer Maler.
Cvetkovic studierte bis 1973 an der Kunstakademie in Belgrad. Seine Werke waren in über 70 Einzelausstellungen und über 300 Kollektivausstellungen in Jugoslawien, Deutschland, Schweiz, Finnland, Mexiko, Israel, Griechenland, Kuba, USA und Neuseeland vertreten. Während er sich in New York aufhielt engagierte er sich in der jugoslawisch/amerikanischen Künstlervereinigung. Seine Werke wurden im ehemaligen Jugoslawien und im Ausland mehrfach ausgezeichnet.
Seine Werke sind im serbischen Nationalmuseum und dem Museum für Gegenwartskunst in Belgrad, Museum für Gegenwartskunst in Skopje und Dubrovnik sowie der Galerie für Gegenwartskunst in Zagreb anzutreffen.

## Künstlerisches Schaffen
Die Bildung von Wolken, 1974–1977
- Die Bildung von Wolken ist eine Reihe von Gemälden der frühen, hyper-realistischen Phase Aleksandar Cvetkovics.

New York Impressions, 1983
- Die Werke dieses Themas sind beides, Homages an Künstler wie Mark Rothko und Barnett Newman, sowie auch Erfahrungen, die er in Europa gemacht hat. Diese Bilder sind farbenprächtig und mit großzügigen Pinselstrichen gemalt. Sie spiegeln die Atmosphäre und die Eindrücke der demaligen Zeit.

St. Sebastian, 1984–1986
- Der bekannte Mythos von St. Sebastian, ein Thema, das von vielen berühmten Künstlern gemalt wurde, hat durch Cvetkovic's Darstellung eine neue Form bekommen. Die Leinwand stellt den Körper von St. Sebastian dar und die Pinsel symbolisieren die Pfeile. Genauso wie St. Sebastian Glaube in Gotteslehre, zeigen diese Bilder im übertragenen Sinn, die Kraft des Geistes, und den Glauben an die Kunst.

Raum für Der Eroberer, 1984–1986
- Der Eroberer (the Conquistador) ist sinnesverwandt mit einem freien und neugierigen Geist. Der Künstler ist ein ewig Staunender und Entdecker, voller Emotionen und Wünsche, demgegenüber genauso voller Unsicherheit und Zweifel. Die Bilder aus dieser Zeit zeigen die Sehnsucht als unendliche Herausforderung.

Einträge der alten Armador, 1987
- Armador ist ein Mann, der in Hafen auf die Schiffe wartet und beim Anlegen der Schiffe hilft. Er ist eins mit den Schiffen. Wie jemand sich nach einer reise sehnt, öffnet der Künstler in dieser Zeit die Türen seines Erinnerungsschrankes und erinnert sich wieder an das Abenteurer-Leben, welches immer noch währt.

Flaggen, 1989
- Auf den gossen Leinwänden, aus dieser zeit, dominieren Fahnen mit einem Kreuz und die Farben Rot, Beige und Weiß. Ausdrucksstarke Werke aus dieser Zeit zeigen die Verbindung von betonter, empfindsamer und sichtbarer Kunst sowie ihren poetischer Inhalt.

Hinterhöfe, 1990
- Diese Phase begann in den frühen 1990er Jahren. Sie zeigt eine nostalgische Erinnerung an seine Kindheit und an die Klostergärten, die er einst besuchte. In dieser Zeit gewann er die meisten und einflussreichsten Preise für Malerei.

Minoan Garten, 1994
- Griechische Mythologie ist auch ein Interesse des Künstlers und diese Bilder sind daraus entstanden. Einige der Werke aus dieser Zeit, sind The journey of Theseus einige Versiones der Minoan Garten.

## Preise und Auszeichnungen
Cvetkovic gewann mehrere begehrte Preise und Auszeichnungen in Amerika, Europa und Ex-Jugoslawien (Biennale, Triennale). Er gewann Preise im New York (JAVA Biennale, 1980), Nürnberg (Internationale Ausstellung von Zeichnungen, 1979), Breslau (Internationale Triennale von Zeichnungen, 1979, 1982), Alexandria (Biennale für Mediterrane Länder, 1980), Dubrovnik (Dubrovnik Salon, 1979) und Belgrad (Oktobersalon, 1977, 1988).